# サムライの子
『サムライの子』（サムライのこ）は、日本の児童文学作品。著者は児童文学作家の山中恒。北海道の被差別地域に住むことになった少女の視線を通して、社会の実相や人間の在り方を見つめる作品である。1960年（昭和35年）に講談社より、書き下ろし作品として刊行された。第1回講談社児童文学新人賞佳作作品	。1962年（昭和37年）にはつのだじろうにより漫画化され、翌1963年（昭和38年）にはこの小説を原作とする同名の実写映画が公開された。題名の「サムライ」とは侍（中世日本の武士）ではなく、戦後間もない北海道各地に実在した被差別部落である「サムライ部落」のことを指す。

## あらすじ
終戦から間もない昭和時代の北海道。小学5年生の田島ユミは、同居していた祖母が急死したため、紋別の小村から、父のいる港町へ転居する。ユミは父が市営住宅暮しと聞いており、それまで田舎暮しであったために父を羨んでいたが、実際には父は、サムライ部落と呼ばれる貧困地区の粗末な家に住む廃品回収業者だと知る。ユミは父から「サムライと知られれば差別される」といわれ、その事実を隠して、東丘小学校に通い始める。
ユミたちのもとに、ノブシと呼ばれる浮浪者の一団が転居してくる。ユミの父は彼らと関わることを咎めるが、ユミはノブシの1人、ミヨシと知り合う。未就学児であるミヨシは、ユミのように学校へ行くことへ憧れる。ユミはミヨシが通学できるよう、学校で担任の町田にかけあうが、周囲はノブシの身分や、前科者であるミヨシの父を差別する。ユミは、身分によって人が差別されることを疑問視し始める。
ミヨシの父は、ミヨシの通学を猛反対するが、その父が当たり屋に失敗して即死する。なおもミヨシは通学を望むが、母が大病を患っており、生活費や学費どころか、医療費すら工面できない。ユミは貧富の差や差別のことを作文に書き、学校内で大きな反響をよぶ。
やがてユミはミヨシと共に、通学や母の治療のため、父のように廃品集めを始める。ユミたちのその姿は新聞記事に取り上げられ、周囲はユミがサムライ部落の子だと知る。これをきっかけに、ミヨシの母は医療保護を受けられることになり、ミヨシやノブシたちは旭川へと旅立つ。ユミは父と共に廃品集めを始め、物語が終わる。

## 登場人物
田島 ユミ（たじま ユミ）
主人公。小学5年生の少女。
ユミの父
「サムライ部落」と呼ばれる廃品回収業者。妻はいない。戦争で片脚と手に障害を負っている。
石川 恵子（いしかわ けいこ）
ユミの通学する小学校の隣の女子高校の生徒。大病院の娘。ユミの姉のように接する。
町田 逸平（まちだ いっぺい）
ユミの小学校での担任教諭。恵子の兄の先輩。
ヨシオド、ヨシオンバ、マキタ
サムライ部落の住人。ヨシオドとヨシオンバは夫婦。
ミヨシ
ノブシと呼ばれる浮浪者の1人の少女。ユミと同じ年頃だが、本人は正確な年齢も、フルネームも知らない
ミヨシの父
前科16犯。当たり屋で日銭を稼ぐ。
ケブ、ヨータン
ノブシの子供たち。

## 製作
映画『転校生』『さびしんぼう』などの原作者として知られる山中恒の、デビュー当初の作品である。同時期に刊行された山中恒の『赤毛のポチ』、『とべたら本こ』と合わせて、「初期リアリズム3部作」とも呼ばれる。
山中恒は北海道小樽市出身であり、小樽に存在していたサムライ部落の住人たちとも交流があり、その部落の人々が非常に天真爛漫であった。山中が彼らの生命への感動と驚異を感じたことで、日本の社会の底辺にうごめく生活力を、赤裸々のままの1人の少女を通して描いたものが、本作である。執筆は1957年（昭和32年）頃から開始されて、1960年（昭和35年）に刊行に至った。
山中恒自身の弁によれば、講談社の児童書担当者に本作の原稿を渡していたところ、その担当者から第1回講談社児童文学新人賞への応募を推奨され、山中自身は新人賞の審査員の印象が良くなかったために応募を渋っていたところが、山中の意向に反して講談社の独断で応募され、佳作となったという。山中が、入選より下の佳作となったことを怒って賞を拒否したところ、その児童書担当者によれば、新人賞の審査員は作家の江戸川乱歩であり、「江戸川乱歩先生が『この作品が選ばれないのであれば私には児童文学の鑑識眼がないと思うから、審査員を辞める』と。それなのに、あんたが賞をけっちゃどうしようもない。こちらも面子が立たない」「本にする。漫画にもする」と言われ、結局は断りきれずに、この作品の発表に至ったという。
物語の舞台は、原作では北海道の「港町」であり、地名の明記は無いが、山中は新聞記事において「小樽を舞台に」と語っている。また小樽市ゆかりの精神科医・評論家である香山リカも、「舞台は小樽であった」と明言している。

## 評価
教育学者の滑川道夫は、部落解放問題の状況の中に、主人公の少女の人生を愛情をもって追及している点や、手堅い構想力、主人公の描写の鮮やかさを評価し、本作を「意欲的な少年少女小説の力作」「児童文学界に意義深い波紋と新鮮な風を呼び込む問題作」と述べている。児童文学作家の中川正文は、部落解放問題とは無縁な、楽天的な明るさの描写を評価している。児童文学者の高山毅は、山中の『赤毛のポチ』（1960年7月発表）は、新人らしい野心作ではあったが、冗漫で生硬な文章も見られた点に対し、本作や山中の次作『とべたら本こ』（同1960年発表）は、構成力、表現力において格段に進歩している、と評価している。
児童文学作家・評論家の砂田弘は、主人公の描写について、被差別部落の住人を親に持ちながらも、その楽天性は貧乏に負けていないとし、明るい未来が展望できる作品だとして、1950年代当時の日本の現実を表現した作品としている。高山毅もこの主人公像について、貧困層にありながらも主体性のもとに行動する描写と、そのテンポの良さを評価している。
児童文学評論家の大岡秀明は、作中において主人公がサムライ部落の住人だと隠している間に、父親が娘の素性を守るために普段は他人として振舞っていること、主人公がその振る舞いに疑問を抱くことを指して、「貧困と職業的な差別の内で生活するものの悲哀が鋭く描かれていた」と評している。
文芸評論家の川村湊は、北海道出身であることから、同じ北海道での物語として、本作に登場するサムライ部落やノブシの貧しい住人たちに、親しみを持ったという。児童文学作家の中川正文は、部落解放問題とは無縁な、非常に楽天的で明るい作風を、印象的な点として挙げている。
一方で高山毅は、結末において主人公が父の仕事を手伝うだけであり、部落の生活の改善への取り組みも特に行なっていないことから、本質的な問題解決にはなっていないとして、結末の物足りなさを指摘している。この点について高山は、山中が『赤毛のポチ』で構成力と表現力を批判されたために、『サムライの子』や『とべたら本こ』で回答を試み、物語の興味性に重点を置いた結果、との見解を示している。
山中の同時期の作品である『とべたら本こ』や『赤毛のポチ』との共通点として、結末において善意によって作中の問題点が解決されており、これを未解決の問題と指摘されることもある。これについて児童文学家の神宮輝夫は、手探りの状態で、新しいものを生み出したことを考慮に入れる必要性を述べている。
また前述の大岡秀明は、主人公が終盤で「もっと金があれば人々が幸せになる」と発言するなど、金銭があればすべてが解決されるかのような描写について、山中は『赤毛のポチ』で現実社会に対しての人々の真の願いを描くことができず、本作においても差別などの社会問題を金銭面でしか捉えることしかできないことについて、批判を述べている。
児童文学研究家の万屋秀雄は、『赤毛のポチ』の主人公は本作と同じく、逆境に抗って力強く生きようとする少女だが、『サムライの子』で主人公を支えるべき父親が、世俗を離れた人生の敗残者ともいえる人物であるために、『赤毛のポチ』での主人公象の追求が、本作では中途半端になったとし、「当世唯一の筆力をほこる山中恒の怠慢ではないかとさえ、私には思われる」と厳しく批判している。

## 漫画
作画は漫画家のつのだじろう。講談社の少女漫画雑誌『なかよし』に、1962年1月号から12月号にかけて連載された。つのだが原作小説を読んで非常に感動し、作者の山中恒のもとへ直接赴いて漫画化を願い出、さらに雑誌の方をも説得して連載に至った。
内容は、山中による原作をほぼ忠実に漫画化している。サムライ部落を始めとする町の風景を漫画として描くにあたって、つのだじろうは実際に小樽の取材も行った。サムライ部落の取材は恐怖をおぼえたものの、本作の登場人物にも通じるような気さくな人物が実際に部落におり、取材に成功したという。
つのだじろうは、1970年代以降には『うしろの百太郎』や『恐怖新聞』に代表されるホラー漫画、オカルト漫画の描き手として知られることとなるが、本作は当時のつのだが少女漫画で人気を博していたこと、本作もまた少女向け雑誌の連載作品であることから、画風はつのだの出世作である『ルミちゃん教室』と同様に可愛らしい子供として、類型的なキャラクターでまとめられている。
つのだはこれ以降にも、『あかね雲のうた』『すみれ雲のうた』『おれの太陽』など、北海道に関連した一連の作品を製作しており、『サムライの子』のようなキャラクター造形の手癖は、それらの作品にも流用されることとなった。
漫画評論家の米沢嘉博は、つのだの当時のプロレタリア児童文学にも通じる作風を、少女の日常生活を描いた少女漫画の可能性の一つとしている。主人公が、運命に身を任せるでもなく、逆境に耐えて明るく生き、最終的に貧乏から脱することがなくとも自分なりの幸福を手に入れようとするその姿を、「自立し始めようとする少女像の一つのタイプ」と呼んでいる。

### 書誌情報
- つのだじろう『サムライの子』講談社〈虫コミックス〉、1969年12月30日。全国書誌番号:45007474。

## 映画
1963年（昭和38年）2月24日に公開された。監督は若杉光夫、脚本は今村昌平。配給は日活。白黒映画で、上映時間は93分。

### ストーリー
田島ユミは、数年前に母が死去し、父の太市により田舎町に預けられていたが、父の太市のいる街へ転居することになる。ユミは「都会に住める」と喜んだものの、実際にはサムライ部落の貧相な長屋暮しだと知る。さらに新たな母と弟を紹介され、その上に長屋全体が無気力に満ち、ユミは暗い気持ちとなる。
ある日、ユミたちのもとに、ノブシと呼ばれる浮浪者の一団が転居してくる。太市はノブシたちに誘われて競輪を始め、大金をもうける。太市はノブシ一同を集めて大騒ぎし、翌朝には金を使い果たしてしまう。太市は妻と喧嘩、ユミは母や弟たちと家を出て野宿での生活を始める、ユミは母を助けつつ、元気に学校へ行く。そこへ、改心した太市が、迎えに来る。太市は元気にリアカーをひいて働き始める。ユミは太市が改心したことで、嬉しそうに笑う。

### キャスト
- 田島ユミ：田中鈴子[55]
- 太市：小沢昭一 - ユミの父[51]
- やす：南田洋子 - ユミの母、太市の妻（後妻[50]）[51]
- マキタ：浜田光夫[51]
- ヒロ子：松尾嘉代[51]
- ミヨシ：高橋千恵子[51]
- クマ：上田吉二郎 - ミヨシの父[51]
- 町田先生：新田昌玄[51]
- 石川恵子：田代みどり[51]
- 佐竹悦子：鈴木光子[51]
- 田上：生田目洋文[51]
- 吉田：小柴広吉[51]
- 金子後家：東恵美子[51]
- ヨシオド：大森義夫[51]
- ヨシオンバ：日岸喜美子[51]
- ズンダ：鶴丸睦彦[51]
- ズンダのかみさん：田中筆子[51]
- 松下すぎ：武知杜代子[51]
- 田代女先生：青木道子[51]
- 音楽の先生：大塚美枝子[51]
- 看護婦：藤原赫子[51]
- ある家の女中：水梨民子[51]
- 高校教員：波多野憲[51]
- 警官：星野和正[51]
- ミヨシの伯母：三崎千恵子[51]
- ケブ：執印恒幸[51]
- ヨータン：君島英昭[51]

### スタッフ
- 企画：大塚和[50]
- 脚本：今村昌平[51]
- 監督：若杉光夫[55]
- 撮影：井上莞[51]
- 音楽：渡辺宙明[51]
- 美術：岡田戸夢[51]
- 照明：北内年武[51]
- 録音：宮永晋[51]
- 編集：丹治睦夫[51]

### 製作（映画）
折しも児童文学の映画化が盛んになっていた時代の作品である。本作で脚本を担当した今村昌平も、児童文学作品の映画化である『キューポラのある街』（早船ちよ原作）の脚本に携わっていること、制作会社も同作と同じ日活であることから、あるていどの下地があって企画が進められたものと見られている。今村昌平は自著で、監督の若杉光夫から依頼を受けて脚本を書いたと述べている。
今村昌平は、戦後の日本映画においてリアリズムを執拗に追い続けた映像作家として知られており、本作も今村の手により大胆な再構成が行われている。作中では主人公は父子家庭だが、映画では母が継母とはいえ両親がおり、父が女癖が悪く甲斐性もない人物として設定が変更されており、父は前妻を殺害したことを仄めかされているほどである。加えて数人の登場人物が追加され、ドラマとしての起伏が設定され、主人公であるユミの手記として製作されている。映画では、主人公の父親の周囲に起きる様々な出来事に物語の重心が置かれており、主人公の存在は狂言回しのような存在ともいえる。
物語の舞台は、原作では北海道の「港町」であり、地名の明記は無かったが、映画では「北海道小樽地区」と明言されている。
撮影は1962年（昭和37年）4月から、1か月にわたって行われた。主人公がサムライ部落へ転居する前の北海道内の田舎町は、北海道紋別市や滝上町で撮影が行われた。サムライ部落の生活風景は、小樽市立花園小学校の体育館にセットが作られ、主人公の家のセットもこの体育館に作られた。手宮小学校、小樽駅、北海道函館市のスラム街でもロケーションが行なわれた。美術、装置なども地元の劇団と協力して最小限の撮影チームで撮影が行われ、新たな試みとして話題となった。
出演者も中心人物以外は、北海道札幌市や小樽市内の劇団で固められ、小樽を地元とする演劇人たちも出演した。撮影地である花園小学校の生徒たちもエキストラとして、主人公をいじめる生徒たちの役で出演した。
2006年（平成18年）8月には、この花園小の卒業生らが小樽市内で本作を再上映し、話題となった。この再上映の企画は、山中恒が翌2007年（平成19年）10月に、郷里である小樽市内で15年ぶりに講演会を開催するきっかけにもなった。
主人公の母（継母）役を演じた南田洋子は、この出演によりブルーリボン助演女優賞を受賞しており、この映画は南田の代表作の一つにも数えられている。南田が死去した2009年（平成21年）には、大阪の映画館シネ・ヌーヴォでの追悼特集で、本作を含む映画6作品が上映された。

### 評価（映画）
映画評論家の白井佳夫は、北海道の風土の中で無垢に育ち、貧乏の中でも前向きに生きようとする主人公、サムライ部落の中で社会の底辺ともいえる環境下で自堕落に生活している主人公の父といった、今村昌平の脚本による設定の巧妙さ、さらにはサムライ部落よりも貧しいノブシたちにとってはサムライ部落すら文化的に見えるという皮肉のこもった設定により、さらに問題が発展されることを評価しており、本作は貧困や無知、さらに「生きるとは何か」を問いかけ、北海道のみならず日本全体の普遍的な問題を指摘する作品としている。
著述家の新目七恵は、原作小説では主人公が新聞記事の報道で素性が明らかになることに対して、映画では主人公が堂々と周囲に自分の素性を明かしていることから、その壮快さをも評価している。この主人公の描写については、将来に希望を抱いて働くことに生きがいを見出す姿を通じて、「貧乏人は貧乏から再起できない」という貧乏人の生き方、考え方を一変させてくれる、との声もある。
また新目七恵は、実際に小樽で長期にわたって撮影を行い、現地の劇団員や子供たちが出演したことによる独自の現実感や、サムライ部落の青年を演じる浜田光夫、映画版オリジナルキャラクターを演じる南田洋子による作品の彩りについても評価している。実際にスラム街で撮影したことで、サムライ部落の住人たちの貧乏生活の描写のリアルさを評価する声もある。
一方で白井佳夫は、撮影の上ではこの物語が妙に美しい情景描写として描かれ、傍観的に撮影されてしまっていることを批判しており、「もし今村昌平自身が演出していたら、これは、今年の秀作となり得たであろう作品である」と述べている。
映画評論家の飯田心美は、『キューポラのある街』に次ぐ日活の良心作と述べながらも、主人公の少女が当初はサムライ部落の住民であることを隠しており、後にそれを隠さずに明るく振舞うまでの心境の変化の描写の不足、大人たちが貧困地区で騒々しく暮らすために子供たちの悲哀などの題材が焦点から外れること、主人公の父が唐突に改心することの非現実さ、などを本作の欠点として挙げている。